# Frederick Booth-Tucker
Frederick St. George De Lautour Booth-Tucker (* 1854; † 1928) war ein wichtiges Mitglied der Heilsarmee und maßgeblich an deren Aufbau in Indien beteiligt. Außerdem war er der Schwiegersohn von William Booth, dem Gründer der Heilsarmee.

## Frühes Leben
Frederick Tucker wurde 1854 in Indien geboren, wo sein Vater im Bengal Civil Service arbeitete. Mit sieben Jahren wurde er auf eine Privatschule nach England geschickt und wechselte dort im Alter von 13 Jahren auf das Cheltenham College. Im Jahre 1875 bestand er im zweiten Anlauf die Aufnahmeprüfung für die kolonialen Verwaltungsdienste. Kurz vor seiner Abreise nach Indien wurde durch den Einfluss der amerikanischen Evangelisten Dwight Lyman Moody und Ira D. Sankey sein missionarischer Eifer geweckt. Er erwog aufgrund dieser neu entdeckten Frömmigkeit kurzfristig, seinen Dienst in Indien gar nicht erst anzutreten, wurde allerdings von seiner Familie umgestimmt, die mit ihm bereits in der dritten Generationen in der Ostindienkompanie tätig war. Er war daraufhin für fünf Jahre (1877 bis 1881) in einer mittleren Stellung der Kolonialbürokratie als Assistant Commissioner und Distriktrichter eingesetzt. Dort heiratete er 1877 Louisa Mary Bode.
Während seiner Zeit in Indien geriet Tucker wiederholt mit Vorgesetzten in Konflikt, weil er öffentlich predigte und offen Konversionspläne für die indische Bevölkerung hegte, womit er gegen das durch den Indischen Aufstand von 1857 bedingte Gebot der religiösen Neutralität verstieß. Im Jahre 1881 las er erstmals eine Ausgabe des War Cry, einer Zeitschrift der britischen Heilsarmee. Er beantragte daraufhin Heimaturlaub, um William Booth, den Gründer der Heilsarmee, in London persönlich kennen zu lernen. Tucker kündigte nach diesem Treffen seine Stellung im ICS und begann mit der Planung eines indischen Ablegers der Heilsarmee.

## Frühes Wirken in Indien
Am 19. September 1882 landete Tucker mit drei weiteren Mitgliedern der Heilsarmee in Bombay. Dort begannen sie mit ihrer Öffentlichkeitsarbeit, welche aus der Abhaltung von Prozessionszügen durch die Stadt bestand, bei denen meist von umgebauten Ochsenkarren musiziert und gepredigt wurde.
Ein wichtiger Aspekt ihrer Bekehrungsstrategie bestand in der Übernahme indischer Kleidungs-, Lebens- und Essgewohnheiten sowie die Pflege enger sozialer Kontakte mit der einheimischen Bevölkerung, von den britischen Eliten pejorativ als „going native“ bezeichnet. Durch dieses Vorgehen erhofften sich Tucker und seine Missionare auf der einen Seite eine größere Akzeptanz durch die lokale Bevölkerung und konnten auf der anderen Seite ihre Lebenshaltungskosten stark reduzieren, was im Rahmen der damals noch unterfinanzierten Heilsarmee wahrscheinlich den ausschlaggebenderen Punkt darstellte. Diese Inkulturationsstrategie wurde 1885 noch um die Annahme indischer Namen ergänzt. So ließ beispielsweise Tucker sich Fakir Singh nennen. Diese kulturelle Grenzüberschreitung wurde von der weißen Kolonialgesellschaft als störend empfunden, umso mehr da Tucker wenige Jahre zuvor noch als ICS Distriktrichter tätig war. Fischer-Tiné argumentiert, dass hierin jedoch nicht unbedingt eine Überwindung imperialistischer Rassenideologien besteht, da er eher pragmatische Gründe für dieses Vorgehen seitens der Heilsarmee erkennt.
Auch außerhalb Bombays bestand die Missionsarbeit der Salutisten vornehmlich in den sogenannten boom marches (Donnermärsche), bei denen bis zu 100 Mann in möglichst eindrucksvoller Manier mit musikalischer Untermalung und Umzugskarren, zum Teil auch mit Pferden, Kamelen oder Elefanten, durch kleine Dörfer zogen, um die Einheimischen für das Christentum zu gewinnen. Diesen Märschen ging eine umfangreiche Planung voraus, bei welcher eruiert wurde, in welchen Dörfern die größten Chancen für Bekehrungen der Lokalbevölkerung bestand. Dafür griff man auf die ethnographischen Handbücher der Kolonialverwaltung zurück und wandte sich dann vornehmlich an jene Bevölkerungsgruppen, die in der sozialen Hierarchie am schlechtesten gestellt waren. Durch diese Missionierungsstrategie bekehrten sich in den 1880er und 1890er Jahren ganze Dörfer in Gujarat und Travancore kollektiv zur Heilsarmee. In Travancore wurden in diesem Zuge in mehreren Dörfern die Statuen und Tempel lokaler Volksreligionen zerstört, die man aus christlicher Sicht als Teufelsanbeterei betrachtete, was in einige Fällen Proteste der lokalen Bevölkerung nach sich zog.
Die Anpassung an lokale Lebensweisen, das aggressive Auftreten als Missionare und der unsensible Umgang mit religiösen Themen zog ein Misstrauen und bisweilen auch unterdrückerische Maßnahmen seitens der Kolonialverwaltung nach sich. Tucker wurde mehrmals verhaftet und verbrachte einige Wochen im Gefängnis in Bombay. Des Weiteren wurde ihm das Recht aberkannt, Eheschließungen innerhalb der Heilsarmeegemeinde vorzunehmen, was einer Nichtanerkennung der Heilsarmee als rechtmäßige religiöse Vereinigung gleichkam. Allerdings gingen diese Maßnahmen ansonsten meist nicht über Drohungen und Appelle hinaus.
Seine erste Frau, Louisa Tucker, starb 1887 in Indien während einer Choleraepidemie. Er heiratete im April 1888 Emma Booth, die Tochter von William und Catherine Booth. Entsprechend dem Brauch in der Booth-Familie nahm Tucker den Namen seiner Frau an und hieß fortan Booth-Tucker. Er und Emma hatten neun Kinder.
Den Repressalien durch die Kolonialverwaltung zum Trotz wuchs die Heilsarmee in Indien in ihren ersten Jahren unter der Leitung Booth-Tuckers stetig, so dass dieser 1889 zu Protokoll geben konnte, dass sich bereits 170 westliche und 100 indische „Offiziere“ (im militärischen Sprachjargon der Heilsarmee für Geistliche) in ihren Reihen befanden. In diese Zeit fiel außerdem die stärkere Systematisierung und Koordination der Aussendung durch die Heilsarmee, wonach nun größere Abteilungen von bis zu 120 Personen auf mit unter eigens dafür gecharterten Schiffen ein- oder zweimal jährlich nach Indien geschickt wurden. Durch diese gewachsene Personalbasis konnten die Arbeitsfelder der Mission ausgeweitet werden. Man suchte nun nicht mehr nur durch die Märsche gezielte Bevölkerungsgruppen zu konvertieren, sondern auch humanitäre Hilfe bei Seuchen und Hungersnöten zu leisten, Dorfschulen und Kinderheime einzurichten und medizinische Versorgung Krankenhäuser oder provisorische Versorgungsstationen zu gewähren. Die ideologische Basis dafür legte Booth-Tucker 1891 mit seinem Buch Darkest India, in welchem der William Booths sozialreformerisches Darkest England-Programm auf Indien anwenden wollte.
Booth-Tucker war im selben Jahr mit seiner Frau Emma ins Hauptquartier in London zurückgekehrt und diente dort bis 1896 im Bereich ausländische Angelegenheiten. Er wurde dann in die USA versetzt, wo seine Frau 1903 in einem Zugunglück starb. Er setzt seine Arbeit in den USA alleine fort, bis er 1906 zum dritten Mal heiratete, diesmal eine Offizierin der Heilsarmee namens Minnie Reid. Schließlich kehrte er mit seiner neuen Frau 1907 wieder nach Indien zurück.

## Arbeit unter den Criminal Tribes
Nach seiner Rückkehr bemühte sich Booth-Tucker um eine Zusammenarbeit der Heilsarmee mit der Kolonialverwaltung. Anfang 1907 ersuchte er, staatliche Förderung der medizinischen Einrichtungen der Heilsarmee in Indien zu bekommen. Dieses Gesuch wurde jedoch abgelehnt, da die Kolonialverwaltung Sorge hatte, die medizinischen Stätten würden für die religiösen Ziele der Heilsarmee missbraucht werden und dadurch die offizielle Neutralitätspolitik unterlaufen. Booth-Tucker unterbreitete dem ICS darauf weitere Kooperationsprojekte, bis schließlich Ende 1907 Gelder für neu zu errichtende Grundschulen bewilligt wurden.
Im Zuge der Criminal Tribes Acts von 1871 und 1911 wurden sogenannte Criminal Tribes Settlements eingerichtet, in welchen die Kolonialverwaltung Bevölkerungsgruppen umerziehen wollte, die durch die Verwaltung oder Ethnologen zu kriminellen Gemeinschaften erklärt wurden. Diese Umerziehungslager hatten jedoch eine geringe Erfolgsquote und schienen aus Sicht des ICS nicht die Kosten zu rechtfertigen. Die Kolonialverwaltung wandte sich deshalb 1908 an Booth-Tucker mit der Bitte, sich der Umerziehung eines Stammes in Gorakhpur zu beteiligen. Begründet wurde dies in einer offiziellen Korrespondenz damit, dass die Heilsarmee in Indien „an exceedingly cheap agency imbued with philanthropic zeal“ gewesen sei. Einige Mitglieder der Heilsarmee machten sich daraufhin unter der Leitung Booth-Tuckers an die Organisation eines Crim Settlement für die ca. 300 Mitglieder des betroffenen Stammes. Dieses Lager in Gorakhpur bewährte sich für die Kolonialverwaltung, sodass der Heilsarmee weitere Angebote für ähnliche Settlements in anderen Provinzen gemacht wurden, so z. B. die Umerziehung jugendlicher Ex-Häftlinge in Punjab. Da diese sich auch als erfolgreich erwiesen, wurden bis 1911 beinahe alle Settlements mit nomadischen Stämmen unter die Aufsicht der Heilsarmee gestellt.
Mitglieder eines Criminal Tribes konnten, ohne ein gerichtliches Urteil und ohne ein Verbrechen begangen zu haben, in ein Settlement geschickt werden. Dabei wurden häufig sowohl die Frauen als auch die Kinder eines Betroffenen mit in die Settlements geschickt. Diese waren ähnlich wie Gefängnissen organisiert. So wurde zum Beispiel bis zu fünfmal am Tag die Anwesenheit kontrolliert und Polizeikräfte bewachten die Settlements, um Ausbrüche zu verhindern. Es gab sowohl Körperstrafen als auch die Praxis, Kinder von ihren Eltern zu trennen, um sie deren vermeintlich schlechten Einflusses zu entziehen. Die körperliche Arbeit bestand vor allem in der Forst- und Landwirtschaft; bereits ab 1910 wurde in einigen Settlements auch Seide hergestellt. Die Gestaltung des Alltags in einem solchen Settlements beinhaltete für die umzuerziehenden Stammesmitglieder religiöse Erbauung, körperliche Arbeit (u. a. Weben, Landwirtschaft, Forstwirtschaft), Einübung von Pünktlichkeit und Hygiene, Anwesenheitsappelle und Musikveranstaltungen mit Liedern der Heilsarmee.
In der Forschung wurde diese Zusammenarbeit der Heilsarmee mit der Kolonialverwaltung im Rahmen der Criminal Tribes stark negativ bewertet. Im Zusammenhang mit dieser Kritik wird der Heilsarmee eine Selbstidentifizierung mit dem britischen Imperialismus zugesprochen, die unter anderem an der militärischen Sprache und Organisation der Heilsarmee festgemacht wird. Ein weiterer Kritikpunkt, der sich in Teilen auch zeitgenössisch fassen lässt, ist die Profitabilität  der Settlements. Die Heilsarmee wurde nicht nur von der Kolonialverwaltung für die Umerziehung der Settler bezahlt, sondern konnte die von diesen gefertigten Produkte verkaufen und häufig „umerzogene“ Settler erfolgreich an Plantagen oder Fabriken vermitteln. Die Mitglieder ehemaliger Criminal Tribes befinden sich häufig heute noch in Abhängigkeit der von der Heilsarmee geschaffenen Verhältnisse, da sie heute noch in Einrichtungen der Settlements leben und in den Fabriken arbeiten, in die sie von der Heilsarmee vermittelt wurden.

## Werke
- Darkest India. A Supplement to General Booth's „In Darkest England, and the Way out.“, Bombay 1891.
- The Life of Catherine Booth, the Mother of the Salvation Army, New York 1892.
- The Consul. A Sketch of Emma Booth Tucker by her Husband, New York 1903.